# Frank Tate
Frank Tate est un boxeur américain né le 27 août 1964 à Detroit, Michigan.

## Carrière
Vainqueur des Golden Gloves en 1983 dans la catégorie super-welters puis champion olympique aux Jeux de Los Angeles en 1984 après sa victoire en finale contre le canadien Shawn O'Sullivan, Tate passe professionnel la même année et remporte le titre mondial IBF des poids moyens le 10 octobre 1987 aux dépens de Michael Olajide.

## Parcours auxJeux olympiques
Jeux olympiques d'été de 1984 à Los Angeles (poids super welters) :
- Bat Lofti Ayed (Suède) 5-0
- Bat Romolo Casamonica (Italie) 5-0
- Bat Christopher Kapopo (Zambie) par arrêt de l'arbitre au 1er round
- Bat Manfred Zielonka (RFA) par forfait
- Bat Shawn O'Sullivan (Canada) 5-0